# César Miguel Quesada de la Gala
César Quesada (Madrid, 6 de juliol de 1969), és un exfutbolista madrileny que jugava com a porter.

## Trajectòria
Encara que va néixer a Madrid, la seva família es va traslladar sent ell petit a la localitat alacantina de Guardamar del Segura. Iniciant-se en les categories inferiors de l'Alone de Guardamar, aviat passaria a enrolar-se en la pedrera de l'Elx CF. César debuta en la temporada 1988-1989 amb el primer equip il·licità en primera divisió, en concret el 21 de maig de 1989 en un partit davant el CA Osasuna en el qual els il·licitans perdrien 0-1 amb gol de Pizo Gómez. César va acabar disputant les últimes sis jornades de Lliga en la porteria de l'Elx CF.
La seva trajectòria continuaria en l'Elx CF fins a la temporada 93-94, gaudint de molt pocs minuts en les temporades que va estar en el club franjaverd i coincidint també amb el descens del club a 2a Divisió B el 1992. A l'acabar la temporada 93-94 i després de finalitzar contracte amb l'Elx CF, César signa pel Novelda CF, amb el qual ascendiria de 3a Divisió a 2a Divisió B durant la temporada 1994-1995 i en el qual va ser un dels jugadors més destacats del Grup IV de la 2a Divisió B durant la campanya següent.
Eixa mateixa temporada és contractat per l'equip murcià del Mar Menor, disputant la lligueta final d'ascens a 2a Divisió B amb aquest equip que també va acabar ascendint a 2a Divisió B. Després del seu pas pel Novelda CF, la carrera de César reflotaría fitxant pel Recreativo de Huelva. Signa en 1996 i realitza grans campanyes en la porteria de l'equip onubenc, peça clau en el doble ascens des de la 2a Divisió B fins a la 1a Divisió.
César Quesada va jugar en el Recrativo des de 1996 a 2003, amb un parèntesi d'un any (99-00) en el qual va jugar en el CD Logroñés. Va Acabar retirant-se com a jugador professional l'any 2003 després de la disputa de la Copa del Rei davant el RCD Mallorca, en el qual va rebre de mans de Joan Carles I, i com a capità dels andalusos, el trofeu de subcampió del trofeu de Copa del Rei d'eixa temporada.
A més a més, amb el club onubenc va aconseguir el títol de Trofeu Zamora de segona divisió. Després de retirar-se contínua en el Club com a cap dels serveis mèdics, càrrec del qual dimiteix a finals de maig del 2009 per motius personals.